# Семенівка (зупинний пункт, Одеська залізниця)
85 кіломе́тр — залізничний пасажирський зупинний пункт Одеської дирекції Одеської залізниці на лінії Побережжя — Підгородна.
Розташований поблизу селища Семенівка Кривоозерського району Миколаївської області між станціями Врадіївка (18 км) та Любашівка (8 км).
На платформі зупиняються приміські поїзди.